# Jack Olsen
Jack Olsen (7 de junio de 1925 - 16 de  julio de 2002) fue un periodista estadounidense y autor conocido por sus informes sobre crímenes. Olsen fue editor jefe senior para el Chicago Sun-Times en 1954. Fue jefe de la oficina del Medio Oeste de Time y editor sénior de Sports Illustrated en 1961. Fue también colaborador habitual en otras publicaciones, incluyendo Fortune y Vanity Fair.

## Vida y carrera
Olsen Nació en Indianápolis. Fue descrito como "el decano de los autores de crímenes reales" por el The Washington Post y el New York Daily News, "el maestro del crimen real" lo llamó el Detroit Free Press y el Newsday y Publishers Weekly le mencionaron como "el mejor escritor de crímenes reales que existe". Sus estudios sobre crimen son lectura obligatoria en cursos universitarios de criminología y han sido citados en el The New York Times en su lista de 'Libros Notables del Año'. En una reseña, el Times describió su trabajo como "una contribución genuina tanto a la criminología como al periodismo."
Los libros de Olsen ha vendido 33 millones de copias. Muchos de sus libros examinaron la intersección entre ley y política a finales de los años 1960 y principios de los 1970. Incluyen Last Man Standing: The Tragedy and Triumph of Geronimo Pratt (Pratt, un dirigente del Partido Pantera Negra, fue declarado inocente y liberado de prisión después de cumplir 25 años por el falso testimonio de un informante pagado por el FBI), y The Bridge of Chappaquiddick examinando el accidente automovilístico de 1969 que dañó la carrera política del senador Ted Kennedy. 
Muchas de las obras más populares de Olsen  investigaron las historias vitales de criminales de carrera violenta. Estos incluyen estudios de violadores en serie como Kevin Coe (Son: A Psychopath and his Victims) y George Russell (Charmer), así como asesinos en serie (The Misbegotten Son sobre Arthur Shawcross y Hastened to the Grave: The Gypsy Murder Investigation). Hablando de su interés de toda la vida en el periodismo criminal, Olsen describió una excursión que su clase de criminología universitaria hizo a una prisión:

"Tengo 19 años y entramos, y veo a todos estos tipos que se parecen a mí." -dijo- "Pensé que los criminales se verían diferentes." Al explicar lo que desencadena su impulso creativo, dijo: "Empiezo cada libro con la idea de que quiero explicar cómo estas 7 u 8 libras de protoplasma pasaron de los brazos de su mamá a convertirse en un violador en serie o un asesino en serie. Creo que un libro de crímenes que no hace esto es pura pornografía."

Jack Olsen, citado en The New York Times, 1993.

 
El trabajo de Olsen tenía conciencia social. En Sports Illustrated en 1968, sacudió el estamento atlético con una serie de artículos sobre atletas negros y la discriminación que afrontaban en los deportes profesionales y universitarios.
El periodismo de Olsen fue reconocido con el National Headliner Award, el premio Page One del gremio de periódicos de Chicago, el Premio del gobernador del estado de Washington, y el Scripps-Howard Award. Fue descrito como "el decano de los autores de crímenes reales" por The Washington Post. Sus estudios sobre crimen permanecen en las listas de lectura obligatorias en los cursos universitarios de criminología. En su necrológica, The New York Times describió su trabajo como "una contribución genuina tanto a la criminología como al periodismo."
Olsen vivía en Bainbridge Island, Washington, donde murió el 16 de julio de 2002.

## Libros

### Ficción
- Alphabet Jackson (1974)
- Massy's Game (1976)
- The Secret of Fire 5 (1977)
- Night Watch (1979)
- Missing Persons (1981)
- Have You Seen My Son? (1982)

### Memorias
- Over the Fence is Out (1961)
- The Pitcher's Kid (2002)

### No ficción
- The Climb up to Hell (1962)
- Black is Best (1967)
- Silence on Monte Sole (1968)
- Night of the Grizzlies (1969)
- Aphrodite: Desperate Mission (1969)
- The Bridge at Chappaquiddick (1970)
- The Man with the Candy (1974)
- Son: A Psychopath and his Victims (1983)
- Give a Boy a Gun (1985)
- Cold Kill (1987)
- Doc: The Rape of the Town of Lovell (1989)
- Predator: Rape, Madness, and Injustice in Seattle (1991)
- The Misbegotten Son (1993)
- Charmer (1994)
- Salt of the Earth (1996)
- Hasten to the Grave (1998)
- I: The Creation of a Serial Killer (1998)

#### Juegos y deportes
- The Mad World of Bridge LCCN 60009675
- The Mad World of Bridge (Sports Illustrated)
- The Climb up to Hell (Harper & Row, 1962), 212 pp. – sobre Montañismo LCCN 62014542
- Bridge is My Life : Lessons of a Lifetime, 189 pp. – "por Chas. H. Goren, con Jack Olson" LCCN 65022040
- Black is Best: The Riddle of Cassius Clay (Putnam, 1967) LCCN 67010959 ; edición en el Reino Unido: Cassius Clay: A biography (Pelham, 1967) – biografía de Muhammad Ali

En 1967, Olsen publicó su biografía autorizada de Muhammad Ali, titulada, Black is Best: The Riddle of Cassius Clay. En la cubierta del libro, Olsen, escribe: "Cassius Clay es mucho más importante como fenómeno estadounidense de la década de 1960 que como boxeador profesional. En su carrera como boxeador, siguió un camino tradicional, incluso estereotipado hacia la cima para un negro, pero su distorsión de la historia estadounidense de la pobreza a la riqueza es peculiarmente suya." Olsen pasó una cantidad considerable de tiempo con el boxeador, sometiéndole a varias entrevistas durante un periodo de dos años. Olsen también entrevistó a miembros de la familia, personal de formación anterior, doctores, promotores, y más de veinte fuentes diferentes que trabajaron con Ali. Sports Illustrated la calificó como "la mejor biografía de una figura deportiva publicada hasta la fecha".
- The Black Athlete: A Shameful Story; the myth of integration in American sports (Time-Life Books, 1968), 223 pp. LCCN 68056365 .
- Fran Tarkenton. Better Scramble Than Lose (Four Winds, 1969) – "por Fran Tarkenton sobre Jack Olsen" LCCN 73081706

#### Historia, política, y sociología
- Night of the Grizzlies (1969)
- Silence on Monte Sole (1968)
- Aphrodite: Desperate Mission (1970)
- The Bridge at Chappaquiddick (1970)
- Slaughter the Animals, Poison the Earth, ilustrado por Laszlo Kubinyi (Simon & Schuster, 1971) – LCSH Coyote; control de animales predadores; conservación de fauna y flora LCCN 70156160
- The Girls in the Office (1972)
- The Girls in the Campus (1974)
- Sweet Street: The Autobiography of an American Honkytonk Scene (1974)
- Last Man Standing: the Tragedy and Triumph of Geronimo Pratt (2000)

#### Crimen
- The Man with the Candy: The History of the Houston Mass Murders (1974)
- Son: A Psychopath and his Victims (1983) ganador del Premio Edgar
- Give a Boy a Gun (1985)
- Cold Kill: The True History of a Murderous Love (1987)
- Doc: The Rape of the Town of Lovell (1989) ganador del Premio Edgar
- Predator: Rape, Madness, and Injustice in Seattle (1991) ganador del American Mystery Award
- The Misbegotten Son: A Serial Killer and His Victims (1993)
- Charmer: A Ladies' Man and his Victims (1994)
- Salt of the Earth (1996)
- Hastened to the Grave (1998)
- I: The Creation of a Serial Killer (2002)

## Obras relacionadas
1. Gootman, Elissa (22 de julio de 2002). "The New York Times, por Elissa Gootman, "Jack Olsen, 77, Whose Books Examined the Criminal Mind", 22 de julio de 2002. Sec. A, p. 15". Nytimes.com.
2. Werner, M.R. "Cassius-muhammad is Portrayed With Penetration, Compassion And Wit". Sports Illustrated. 13 de marzo de 1967.